# Giuseppe Campos Venuti
Giuseppe Campos Venuti (Roma, 3 agosto 1926 – Roma, 29 settembre 2019) è stato un urbanista e politico italiano.

## Biografia
Nasce a Roma il 3 agosto 1926. Partecipa alla resistenza a 17 anni, collaborando coi Servizi Strategici della 5ª Armata americana (OSS). Fratello della fisica nucleare Gloria Campos Venuti, moglie del dirigente comunista Luciano Barca e quindi zio dell'economista e ministro del Governo Monti, Fabrizio Barca.
Il suo nome di battaglia è "Bubi", nomignolo mantenuto per tutta la vita. Finita la guerra si iscrive alla Facoltà di architettura dell'Università di Roma dove si laurea. Inizia l'insegnamento universitario e sceglie l'urbanistica come sua professione. Il Partito comunista italiano lo candida consigliere comunale nel 1960 a Bologna dove diventa assessore all'urbanistica nella giunta eletta il 23 dicembre 1960, con sindaco Giuseppe Dozza.
In un periodo di grande fermento politico, il riformismo urbanistico di Campos Venuti si innesta all'interno del processo di rinnovamento del partito comunista bolognese che segue la conferenza regionale del giugno 1959. La lotta contro la rendita fondiaria è alla base delle scelte che influenzano tutto il lavoro della strategia urbanistica della Bologna degli anni Sessanta. Campos Venuti attua un primo assetto della città futura sviluppando l'intervento dell'amministrazione su linee diversificate. I punti fondamentali riguardano: la tutela ed il recupero del centro storico, curando in particolare il rapporto con le maestranze operaie delle fabbriche storiche bolognesi; la variante per la difesa della collina e la costruzione di quartieri in zone vicine al centro, costruiti per le classi popolari.
Queste tre condizioni spostano a loro volta la dislocazione dei servizi e le linee dei trasporti, privati e pubblici, dal centro alla periferia in una sequenza dettata dalla diffusione dei centri civici sul territorio cittadino in una rete ben congegnata e funzionale.
Altri interventi riguardano la dislocazione della nuova sede della fiera e del quartiere degli affari in un'area a Nord della città; la predisposizione del piano intercomunale con i quattordici comuni più vicini al capoluogo, il Pic, e la soluzione della tangenziale complanare, quando il comune di Bologna, primo in Italia, concorda con la società autostrade la soluzione mista di corsie urbane e a pagamento della circolazione sull'anello di transito automobilistico intorno alla città.
Una politica municipale di riformismo urbanistico che porta Giuseppe Campos Venuti a rivestire a Bologna un ruolo di visibilità nazionale, che successivamente lo vedrà protagonista in moltissimi e delicati interventi professionali. In questo periodo lavora anche per la formazione del primo progetto di riforma urbanistica nazionale (1963) e per le successive leggi di riforma parziale.
Giuseppe Campos Venuti si dimette il 2 aprile 1966 e si dedica all'insegnamento come professore di urbanistica al Politecnico di Milano, dove insegnerà dal 1968 al 2001 (dal 1976 come professore ordinario). Nel 1967 pubblica il libro, Amministrare l'urbanistica che consegue un notevole successo editoriale e sarà anche tradotto in diverse lingue; seguito nel tempo da numerose altre pubblicazioni. Dal 1970 al 1975 è consigliere nella prima legislatura della Regione Emilia-Romagna, presidente della commissione urbanistica e assetto territoriale.
Non ha mai avuto uno studio professionale privato, lavorando sempre come consulente di amministrazioni pubbliche. Nel 1962 cura la parte urbanistica alla Nota aggiuntiva programmatica del ministro del bilancio Ugo La Malfa; contribuisce agli studi confluiti nel "Progetto 80" di Giorgio Ruffolo, che aveva come oggetto il proseguimento delle riforme della programmazione economico-territoriale nazionale; cura i lavori preparatori alle leggi e decreti urbanistici per conto del ministero dei lavori pubblici; collabora con la fondazione dell'Agenzia mondiale Habitat dell'ONU, a Vancouver nel 1976.
Nel 1980 è consulente della Regione Emilia-Romagna per il Piano territoriale e nel 1986 contribuisce al Piano paesistico regionale.
Nel 1984 è visiting professor a Università della California - Berkeley; insegna anche in corsi di specializzazione in Italia, Spagna e Francia. Nel 1985 è stato consulente della commissione internazionale nominata dall'ONU per la ricostruzione di Città del Messico dopo il terremoto. L'attività professionale lo vede consulente per numerosi piani regolatori comunali fra i quali quelli di Bologna, Firenze, Modena, Rimini, Pavia, Ancona, Padova, La Spezia, Piacenza, Reggio Emilia, Cuneo, Ivrea e Potenza.
Consulente del piano regolatore di Madrid negli anni Ottanta e del nuovo piano regolatore di Roma approvato nel 2006. La problematica infrastrutturale integrata a quella territoriale si è tradotta anche in studi e lavori specialistici per progetti di metropolitane leggere e di autostrade ambientalizzate.
Dal 1990 è presidente onorario dell'Istituto nazionale di urbanistica di cui è stato anche presidente effettivo (1992-1993).
Nel 1996 riceve la laurea honoris causa dall'Università di Valladolid e sempre la Spagna nel 2004 gli dedica un Homenaje, una raccolta di alcuni suoi scritti dal titolo Urbanismo.
Nel 1998 riceve il premio della Fondazione Cervia per l'ambiente; nel 1999 è insignito della medaglia d'oro del Presidente della Repubblica ai benemeriti della scienza e della cultura. Nel 1999 è consulente dei ministeri lavori pubblici e bilancio per lo studio di fattibilità dei collegamenti tra la Sicilia e il continente.
Dal 2000 al 2001 viene nominato presidente del Consiglio superiore dei lavori pubblici. Negli anni Duemila ritorna ad impegnarsi per il nuovo progetto di riforma urbanistica non riuscito negli anni Novanta e ancora oggi, contribuendo finalmente al successo delle prime riforme urbanistiche regionali, tra cui quello della regione Emilia-Romagna.
Nel 2006, Giuseppe Campos Venuti compie ottant'anni. "Bolognese di Roma", come ama definirsi, il 15 settembre 2006 riceve l'alto riconoscimento del Nettuno d'oro, premio dedicato a chi contribuisce in modo determinante alla crescita della città.
Nel 2012 il Presidente della Repubblica Giorgio Napolitano lo nomina Cavaliere di Gran Croce della Repubblica Italiana.
Militante dell'urbanistica, parlando di Osvaldo Piacentini e dell'amicizia personale e professionale che li ha legati, riconosce che disegnare le città e i territori non è soltanto un bel mestiere, ma è un mix "un po' di tutto, la cultura e la politica, la ricerca e l'avventura, il modo di vivere" di una stagione indimenticabile.

## Onorificenze
- Nel 1990 viene nominato presidente onorario dell'Istituto Nazionale di Urbanistica;
- Nel 1996 riceve la Laurea honoris causa dall'Università di Valladolid;
- Nel 1998 riceve il premio della Fondazione Cervia per l'ambiente;
- Nel 1999 riceve la medaglia d'oro del Presidente della Repubblica ai benemeriti della scienza e della cultura;
- Nel 2006 riceve dal sindaco Cofferati l'alto riconoscimento del Nettuno d'oro per avere onorato con la propria attività professionale e pubblica la città di Bologna.

## Opere
Le sue numerose pubblicazioni suggeriscono il percorso culturale e l'impegno professionale di Campos Venuti, tra le più importanti:
- la già citata, Amministrare l'urbanistica (Einaudi), 1967, sulla rendita urbana e la socializzazione disciplinare,
- Urbanistica incostituzionale (edizione Marsilio), 1968, sulla battaglia legislativa;
- La terza generazione dell'urbanistica (FrancoAngeli), 1987, e Urbanistica e austerità (Feltrinelli), 1978, che affrontano i nuovi contenuti nelle città e nel territorio;
- Città, metropoli, tecnologie,(FrancoAngeli), 1983;
- Urbanistica Incostituzionale 2, (Edizioni delle Autonomie), 1980;
- Antologia dell'urbanistica riformista (Etas Libri), 1991;
- Cinquant'anni di urbanistica in Italia (Laterza), 1993, di tematica più generale;
- Città senza cultura (Laterza), 2010;
- Un bolognese con accento trasteverino (Pendragon), 2011;
- Amministrare l'Urbanistica oggi (Inu), 2012.

È autore di numerosi contributi, saggi ed articoli, su riviste specializzate e di carattere generale, anche quotidiani e riviste, che testimoniano una vasta produzione scientifica e un'impegnata battaglia culturale.